# NBC Sports
NBC Sports est la filiale de la compagnie de télévision NBC spécialisée dans la retransmission d'émissions sportives aux États-Unis.
NBC Sports diffuse des programmes comme NFL Sunday Night Football, NHL on NBC, Notre Dame football, Kentucky Derby, PGA golf, et du tennis professionnel.

## Historique

### 1939-1949: Les débuts
L'histoire de NBC Sports remonte au 17 mai 1939, lorsque la chaîne de télévision expérimentale W2XBS, basée à New York, diffuse une rencontre universitaire de baseball qui oppose Columbia à Princeton. La même année W2XBS diffuse aussi :
- un match de boxe opposant le champion poids-lourd Max Baer et Lou Nova au Madison Square Garden.
- un match de baseball opposant les Reds de Cincinnati et les Dodgers de Brooklyn.
- un match de football américain entre les Eagles de Philadelphie et les Dodgers de Brooklyn.

Il faut attendre après la Seconde Guerre mondiale pour que la retransmission de rencontres sportives réémerge à la télévision américaine. Le réseau NBC lance en 1946 l'émission Cavalcade of Sports qui propose des retransmissions d'événements sportifs variés en première partie de soirée. NBC diffuse aussi des combats de boxes, en général le vendredi soir, jusqu'en 1960. La chaîne diffuse aussi les matches 1 et 5 de la Série mondiale 1947 de baseball pour la région de New-York.

### 1950-1999: La maturité

#### Années 1950
À partir de 1950, NBC Sports est le diffuseur exclusif des Séries mondiales de baseball et ce pour 26 années consécutives. En 1957 le réseau démarre la diffusion de Game of the Week qui, excepté pour la saison 1965, assure la diffusion du match du samedi après-midi pour les trois décennies qui suivent. Le réseau étend son offre en proposant également des parties de basketball (NBA) et de football américain (tournoi universitaire et professionnel). En 1952, NBC devient le diffuseur du Rose Bowl Game - un match universitaire de football américain tenu annuellement - pour 37 éditions jusqu'en 1988. En 1955, le réseau paie 100 000 $ pour diffuser les matches de la NFL (football américain). Le championnat de 1958 est marqué par un incident technique lors d'un match joué au Yankee Stadium : NBC perd le flux pendant un moment, un technicien de la chaîne se précipite sur le terrain pour interrompre le jeu le temps de réparer la panne. Cet incident est un tournant dans l'histoire de la National Football League (NFL) qui s'établit progressivement comme un sport populaire à la télévision alors que la popularité de la ligue s'envole.

#### Années 1960
CBS acquiert les droits de diffusion exclusifs de la NFL en 1964. NBC réplique en acquérant les droits de diffusion de l'American Football League (AFL) l'année suivante avant que les deux ligues ne fusionnent en 1966. L'accord de fusion prévoit la création d'un match de championnat tenu annuellement qui est renommé plus tard Super Bowl. Plutôt que de céder les droits de diffusion à CBS ou NBC, le dirigent de la NFL Pete Rozelle décide plutôt de partager la diffusion entre les deux réseaux : NBC se charge des commentaires alors que CBS se charge de la production de la retransmission qui est proposée sur les deux réseaux simultanément. Le système ne perdure pas et la diffusion du match alterne ensuite entre NBC et CBS d'une année sur l'autre. Après l'achèvement de la fusion entre les deux ligues en 1970 NBC récupère la diffusion de l'American Football Conference (AFC) composée des anciennes équipes de l'AFL et trois équipes de la NFL. En 1966 NBC est la première chaîne à retransmettre en couleur des matches de hockey sur glace avec la diffusion des éliminatoires de la Coupe Stanley 1966. NBC diffuse des tournois universitaires de baskeball à partir de 1969 (notamment le tournoi NCAA).

#### Années 1970
En 1971, sur initiative de Bowie Kuhn qui dirigeait NBC Sports, le réseau NBC diffuse le match 4 de la Série mondiale de baseball pour la première fois en première partie de soirée, attirant une audience de 61 millions de téléspectateurs. Dès 1972 tous les matches tenus les jours de semaines sont diffusés après 20:00 (heure de l'Est). La même année NBC devient le diffuseur de la Ligue nationale de hockey (NHL) et à cette occasion présente Peter Puck, un personnage animé qui présente aux téléspectateurs non initiés les règles du hockey sur glace. Le réseau obtient également des joueurs qu'ils portent la mention NBC Hockey Game of the Week au dos de leur chandail.

#### Années 1980
Malgré les difficultés rencontrées par le réseau NBC au début des années 1980, alors relégué à la troisième (et dernière) place des grands réseaux de télévisions américains, le sport demeure un secteur stratégique pour la chaîne. En plus des traditionnelles audiences massives remporté par le Super Bowl, les retransmission de NBC de la Série mondiale de baseball rencontre un franc succès, attirant par exemple 44 millions de téléspectateurs en moyenne en 1978 et 42 millions en 1980. L'offre sportive attractive de NBC ainsi que le succès de ses feuilletons (tel Cosby Show et Cheers) replace le réseau au sommet des audiences au milieu de la décennie. En 1988 cependant c'est CBS qui obtient la diffusion exclusive de la Major League Baseball avec une offre dépassant celles de NBC ou ABC achevant 43 années de diffusion de baseball sur NBC. En 1989 l'ancien directeur d'ABC Sports Dick Ebersol devient le président de NBC Sports. Le début de mandat de Dick Ebersol à la tête de NBC Sports est marqué par une politique d'acquisition et de renouvellements de droits de diffusions et notamment des jeux olympiques, de la NFL, la NBA mais aussi de football américain (Fighting Irish de Notre Dame).

#### Années 1990
La décennie 1990 marque une ère de popularité sans précédent pour la NBA (basketball) boostée par la domination des Bulls de Chicago de Michael Jordan. En 1991, NBC Sports signe un contrat de 38 millions de dollars pour diffuser les matchs des Fighting Irish de Notre Dame, c'était alors une première pour une équipe universitaire de football américain de négocier son propre accord de diffusion. En 1994 après 4 ans d'absence la Major League Baseball fait son retour sur NBC dans le cadre d'une coentreprise avec ABC Sports nommée The Baseball Network. Un accord de diffusion fait de la Ligue le producteur et diffuseur de ses propres retransmissions et partage ensuite entre NBC et ABC les recettes publicitaires. Cependant la grève des Ligues majeures de baseball pour la saison 1994 contrecarre ce plan, de toute façon mal reçu par le public, qui est abandonné dès la saison 1995. NBC continue de diffuser du baseball mais avec un volume horaire très réduit. NBC Sports adopte à cette époque le slogan « America's Sport Leader » du fait de son catalogue étendu de droits sportifs (NFL, NBA, jeux olympiques, MLB...).
La saison 1995-1996 est remplie pour NBC Sports et, pour la première fois de l'histoire, le Super Bowl, les Séries mondiales, les finales de NBA et les jeux olympiques d'été sont diffusés par le même réseau. Dick Ebersol est d'ailleurs nommé « Most Powerful Person in Sports » (Personne la plus puissante du monde du sport) par le magazine The Sporting News. La décennie s'achève en 1998 par la perte des droits de diffusion de l'American Football Conference qui sont repris par CBS.

### Depuis 2000
La décennie s'ouvre en 2000 par la non-reconduction par NBC de son contrat avec la Major League Baseball. Puis en 2002 c'est au tour de la NBA de quitter NBC pour ABC Sports, interrompant 12 années de diffusion sur NBC.
NBC signe le 3 février 2000 un partenariat avec la World Wrestling Federation pour établir une ligue de football américain appelée XFL dans le but d'établir un complément à la NFL. Cette ligue, qui comporte un minimum de règle, fut très éphémère et amplement critiquée pour son côté racoleur et la piètre qualité des matches. En 2003 NBC acquiert les droits de diffusion (et une partie du capital) de la Arena Football League de football américain en salle, qu'elle diffusait régulièrement par des décrochages régionaux jusqu'en 2007.
NBC et la Ligue nationale de hockey signent en 2004 un accord de diffusion prévoyant un partage des revenus publicitaires entre le réseau et la ligue. Le contrat était censé démarrer pour la saison 2004-2005 mais une grève des joueurs cause l'annulation de l'intégralité de la saison, son entrée en vigueur est reportée jusqu'au milieu de la saison 2005-2006. NBC diffusait initialement les matches de la saison régulière le samedi après-midi avant de les déplacer le dimanche ; les matches des éliminatoires les samedis et dimanche et jusqu'à 5 matches de la Coupe Stanley.

#### Depuis 2011: Acquisition par Comcast et constitution de NBC Sports Group
En janvier 2011, Comcast finalise l'acquisition d'une part majoritaire de NBCUniversal. Conséquence de cette fusion, les opérations des divisions sportives préexistantes à Comcast (tel Golf Channel et Versus) sont fusionnées avec NBC Sports pour constituer NBC Sports Group. À cette occasion :
- Les unités de production de golf de NBC Sports sont fusionnées avec celle de Golf Channel pour former Golf Channel on NBC
- Versus (l'ancienne chaîne sportive de Comcast) devient NBCSN

Le 15 octobre 2012, NBC Sports annonce la signature d'un contrat de 4 ans (saisons 2013 à 2017) pour la diffusion de la Formule 1 sur les antennes du groupe. La majorité des courses sont diffusés sur NBCSN tandis que le réseau principal NBC diffusera le Grand Prix de Monaco, celui du Canada ainsi que celui des États-Unis.
Le 5 octobre 2017, NBC Sports annonce l'acquisition des droits exclusifs pour le Tournoi des Six Nations à partir de l'édition 2018, étendant ainsi son portefeuille de droits de diffusion de rugby. Tous les matches seront diffusés en direct sur la plateforme numérique NBC Sports Gold tandis que les autres antennes du groupe (NBC, NBCSN et CNBC) proposeront une couverture ponctuelle de compétition. Cette annonce intervient peu après la perte des droits de diffusion des compétitions de Formule 1 au profit d'ESPN/ABC. NBC Sports détenait les droits de diffusion de la Formule 1 de 2013 à 2018.

### Couverture des jeux olympiques
NBC signa un contrat de 8 milliards $ avec le CIO pour couvrir les Jeux olympiques jusqu'en 2032. La retransmission fut controversée sur les réseaux sociaux pour les choix éditoriaux ou les problèmes techniques,. Les horaires des épreuves sont quelquefois modifiés en conséquence avec l'accord de la chaîne : les finales de natation en 2008 et 2020 et le patinage artistique en 2018, sont disputés en Asie le matin afin qu'ils soient diffusés dans la case de la première partie de soirée aux États-Unis,.

#### Rio 2016
NBC Sports déploie une couverture importante des jeux de Rio avec 6 755 heures consacrées à la compétition, dont 2 084 en programmation linéaire à la télévision sur 11 réseaux différents,.
Malgré le faible décalage horaire avec le Brésil qui permet à NBC de diffuser les compétitions phares en première partie de soirée, les audiences des jeux de 2016 sont en net recul par rapport à celles des jeux de Londres en 2012. À ce titre, les jeux de Rio sont ceux ayant recueilli la plus faible part d'audience depuis ceux de Sydney en 2000, et le plus faible nombre de téléspectateurs depuis ceux d'Athènes en 2004. Malgré cette contre-performance relative, les jeux ont tout de même rassemblé jusqu'à 33,44 millions de téléspectateurs le premier mardi de compétition.

#### PyeongChang 2018

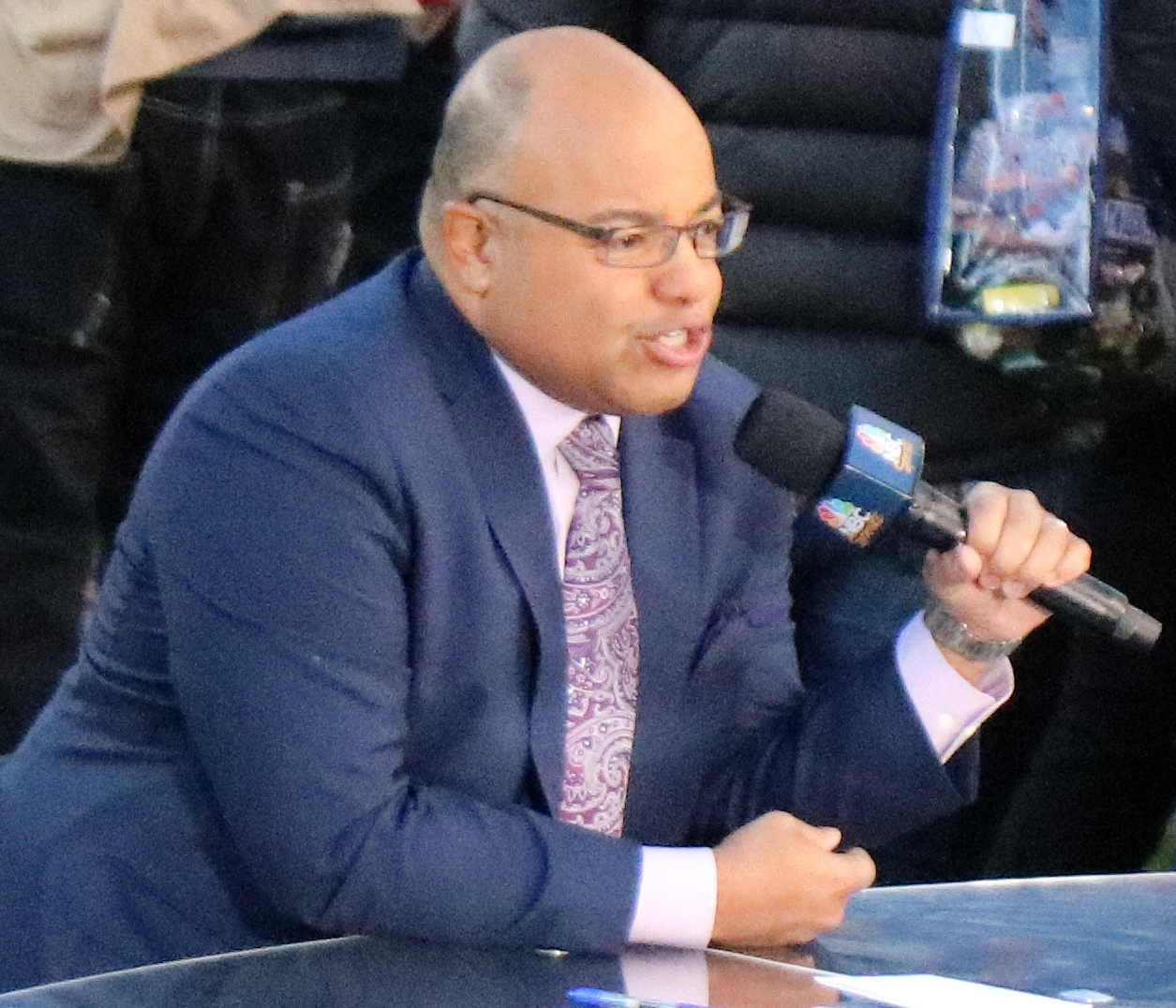
Mike Tirico sera le présentateur principal de NBC aux jeux de PyeongChang en 2018.

Le 27 novembre 2017, NBC Sports annonce le détail de sa couverture des jeux olympiques de PyeongChang qui doivent se tenir en février 2018. Le groupe NBC Universal dans son ensemble proposera 2 400 heures de couverture, un record pour des jeux olympiques d'hiver, dont 176 heures sur le réseau principal NBC. Mike Tirico (en), arrivé d'ESPN, sera le présentateur principal de ces jeux en remplacement de Bob Costas qui cède sa place après avoir couvert 11 éditions des jeux olympiques.
| Canal      | Canal                | Volume horaire |
| ---------- | -------------------- | -------------- |
| Télévision | NBC Réseau principal | 176 heures     |
| Télévision | NBCSN                | 369 heures     |
| Télévision | CNBC                 | 46 heures      |
| Télévision | USA Network          | 40.5 heures    |
| Internet   | Internet             | 1 800 heures   |
| Total      | Total                | 2 400 heures   |

Pour la première fois, le réseau NBC présentera les compétitions en direct pour toutes les zones horaires aux États-Unis pendant la première partie de soirée. Au total, 631,5 heures seront consacrées aux jeux sur les antennes du groupe NBC Universal (hors internet) soit 90,5 heures de plus que pour les jeux olympiques de Sotchi en 2014.
Ce sera également la première fois que la chaîne NBCSN couvrira des jeux olympiques d'hiver, la chaîne retransmettra la compétition 24 heures sur 24 pendant 10 jours.

### Identité visuelle (logotype)

Logo de NBC Sports de 1989 à août 2011.
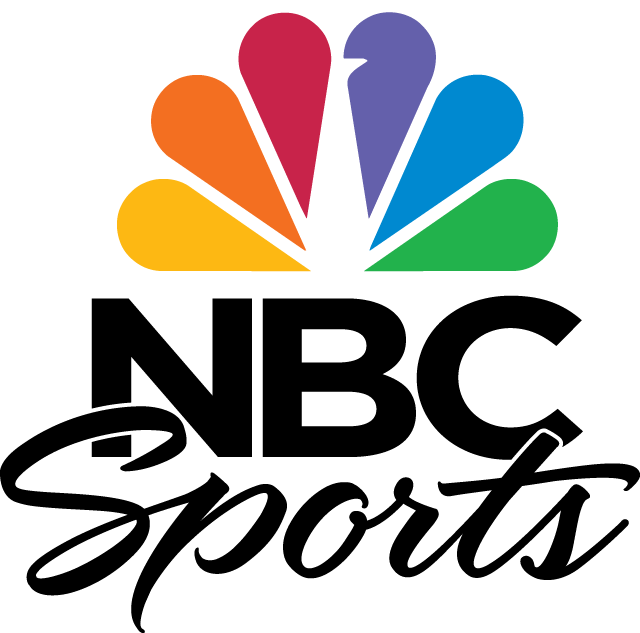
Logo de NBC Sports depuis août 2011 à décembre 2022.
Logo de NBC Sports depuis janvier 2023.
Logo utilisé par NBC Sports pour la couverture des Jeux olympiques.